# 781年
| 千纪： | 1千纪                                                                                           |
| 世纪： | 7世纪 \| 8世纪 \| 9世纪                                                                         |
| 年代： | 750年代 \| 760年代 \| 770年代 \| 780年代 \| 790年代 \| 800年代 \| 810年代                       |
| 年份： | 776年 \| 777年 \| 778年 \| 779年 \| 780年 \| 781年 \| 782年 \| 783年 \| 784年 \| 785年 \| 786年 |
| 纪年： | 辛酉年（鸡年）；唐建中二年；南诏见龙二年；日本天應元年；渤海国大興四十四年                      |

## 大事记
- 成德節度使李寶臣死，其子李惟嶽要求德宗任他為新任成德節度使，繼承父親，但被德宗拒絕。李惟岳於是聯同魏博節度使田悅、淄青節度使李正己，及山南東道節度使梁崇義一同舉兵謀反，史稱四鎮之亂，唐德宗命幽州留守朱滔、淮西節度使李希烈等平亂，李正己謀反後不久病故，其子李納續領淄青軍，但被圍困；梁崇義被李希烈打敗自殺。
- 十一月，朱滔稱冀王，王武俊稱趙王，田悅稱魏王，李納稱齊王。
- 吐蕃攻陷沙州，敦煌進入吐蕃統治時期。
- 查理曼见罗马教皇。
- 日本
  - 4月3日：光仁天皇讓位於桓武天皇。
  - 7月31日：日本人第一次用文字記錄富士山火山噴發。

## 逝世
- 郭子儀，唐代將軍
- 李寶臣，唐朝藩鎮，成德節度使。
- 梁崇義，唐朝藩鎮，山南東道節度使。